# Superettan 2022
La Superettan 2022 è stata la 23ª edizione del secondo livello del campionato di calcio svedese nel suo formato attuale. La stagione è iniziata il 2 aprile e si è conclusa il 5 novembre 2022. A fine stagione il Brommapojkarna e l'Halmstad sono stati promossi in Allsvenskan, mentre il Norrby e il Dalkurd sono stati retrocessi in Ettan.

## Formula
Le 16 squadre partecipanti si affrontano in un girone di andata e ritorno, per un totale di 30 giornate.
Le prime due classificate del campionato sono promosse in Allsvenskan.
La terza classificata gioca uno spareggio promozione/retrocessione contro la terzultima classificata dell'Allsvenskan.
La terzultima e la quartultima classificata giocano uno spareggio promozione/retrocessione contro le seconde classificate dei due gironi di Ettan.
Le ultime due classificate sono retrocesse direttamente in Ettan.

## Squadre partecipanti
| Club             | Stagione | Città      | Stadio           | Stagione precedente      |
| ---------------- | -------- | ---------- | ---------------- | ------------------------ |
| AFC Eskilstuna   | dettagli | Eskilstuna | Tunavallen       | 9º posto in Superettan   |
| Brage            | dettagli | Borlänge   | Domnarvsvallen   | 10º posto in Superettan  |
| Brommapojkarna   | dettagli | Stoccolma  | Grimsta IP       | 1º posto in Ettan Norra  |
| Dalkurd          | dettagli | Uppsala    | Studenternas IP  | 2º posto in Ettan Norra  |
| Halmstad         | dettagli | Halmstad   | Örjans Vall      | 14º posto in Allsvenskan |
| Jönköpings Södra | dettagli | Jönköping  | Stadsparksvallen | 11º posto in Superettan  |
| Landskrona BoIS  | dettagli | Landskrona | Landskrona IP    | 6º posto in Superettan   |
| Norrby           | dettagli | Borås      | Borås Arena      | 4º posto in Superettan   |
| Örebro           | dettagli | Örebro     | Behrn Arena      | 15º posto in Allsvenskan |
| Örgryte          | dettagli | Göteborg   | Gamla Ullevi     | 8º posto in Superettan   |
| Öster            | dettagli | Växjö      | Visma Arena      | 5º posto in Superettan   |
| Östersund        | dettagli | Östersund  | Jämtkraft Arena  | 16º posto in Allsvenskan |
| Skövde AIK       | dettagli | Skövde     | Södermalms IP    | 2º posto in Ettan Södra  |
| Trelleborg       | dettagli | Trelleborg | Vångavallen      | 7º posto in Superettan   |
| Utsiktens BK     | dettagli | Göteborg   | Bravida Arena    | 1º posto in Ettan Södra  |
| Västerås SK      | dettagli | Västerås   | Iver Arena       | 12º posto in Superettan  |

## Classifica
|  | Pos. | Squadra          | Pt | G  | V  | N  | P  | GF | GS | DR  |
|  | ---- | ---------------- | -- | -- | -- | -- | -- | -- | -- | --- |
|  | 1.   | Brommapojkarna   | 62 | 30 | 19 | 5  | 6  | 64 | 40 | +24 |
|  | 2.   | Halmstad         | 56 | 30 | 17 | 5  | 8  | 57 | 32 | +25 |
|  | 3.   | Öster            | 48 | 30 | 13 | 9  | 8  | 47 | 35 | +12 |
|  | 4.   | Trelleborg       | 45 | 30 | 13 | 6  | 11 | 46 | 49 | -3  |
|  | 5.   | Skövde AIK       | 44 | 30 | 11 | 11 | 8  | 40 | 39 | +1  |
|  | 6.   | Landskrona BoIS  | 44 | 30 | 11 | 11 | 8  | 40 | 42 | -2  |
|  | 7.   | Brage            | 42 | 30 | 11 | 9  | 10 | 44 | 40 | +4  |
|  | 8.   | AFC Eskilstuna   | 40 | 30 | 12 | 4  | 14 | 48 | 46 | +2  |
|  | 9.   | Västerås SK      | 40 | 30 | 10 | 10 | 10 | 50 | 49 | +1  |
|  | 10.  | Örebro           | 37 | 30 | 10 | 7  | 13 | 33 | 38 | -5  |
|  | 11.  | Utsiktens BK     | 37 | 30 | 10 | 7  | 13 | 40 | 46 | -6  |
|  | 12.  | Jönköpings Södra | 36 | 30 | 9  | 9  | 12 | 41 | 51 | -10 |
|  | 13.  | Örgryte          | 35 | 30 | 8  | 11 | 11 | 45 | 44 | +1  |
|  | 14.  | Östersund        | 31 | 30 | 7  | 10 | 13 | 32 | 44 | -12 |
|  | 15.  | Norrby           | 31 | 30 | 8  | 7  | 15 | 33 | 47 | -14 |
|  | 16.  | Dalkurd          | 29 | 30 | 8  | 5  | 17 | 37 | 55 | -18 |

Legenda:
      Promosse in Allsvenskan
 Ammesse agli spareggi
      Retrocesse in Ettan
Note:
Tre punti a vittoria, uno a pareggio, zero a sconfitta.

## Spareggi

### Spareggi per la Superettan 2023
|               | Risultati |               | Luogo e data                 |
| ------------- | --------- | ------------- | ---------------------------- |
| Falkenberg    | 1 - 1     | Östersund     | Falkenberg, 10 novembre 2022 |
| Östersund     | 2 - 0     | Falkenberg    | Östersund, 13 novembre 2022  |
|               |           |               |                              |
| Sandvikens IF | 0 - 2     | Örgryte       | Sandviken, 10 novembre 2022  |
| Örgryte       | 2 - 3     | Sandvikens IF | Göteborg, 13 novembre 2022   |
|               |           |               |                              |

## Statistiche

### Individuali

#### Classifica marcatori
| Gol | Rigori |  | Giocatore            | Squadra        |
| --- | ------ |  | -------------------- | -------------- |
| 24  | 2      |  | Viktor Granath       | Västerås SK    |
| 16  |        |  | Alexander Johansson  | Halmstad       |
| 15  |        |  | Oscar Pettersson     | Brommapojkarna |
| 14  | 2      |  | Jack Cooper Love     | Skövde AIK     |
| 12  | 1      |  | Amar Muhsin          | AFC Eskilstuna |
| 11  | 1      |  | Nicolas Mortensen    | Trelleborg     |
| 11  | 2      |  | Adam Bergmark Wiberg | Öster          |
| 11  | 3      |  | Nikola Vasic         | Brommapojkarna |
| 10  |        |  | Marijan Cosic        | Brommapojkarna |
| 10  |        |  | Henry Offia          | Trelleborg     |
| 10  | 1      |  | Niklas Söderberg     | Brage          |
| 9   |        |  | Jesper Westermark    | Öster          |
| 9   |        |  | Simon Johansson      | Västerås SK    |
| 9   | 1      |  | Yoann Fellrath       | Skövde AIK     |